# 墮胎 (電影)
《墮胎》（英語：If These Walls Could Talk）是一部1996年在HBO所放映的電視電影，描述三位不同時期的女子所遇到與墮胎相關的困境，三個故事藉由發生在同一棟房子中串連起來，發生時間分別為1952年、 1974年以及1996年。劇本的3個部分皆由南希·薩沃卡所撰寫，南希·薩沃卡執導了1952年與1974年的部分；雪兒則負責1996年的部分。在1996年這個部分擔綱演出的安妮·海契，負責本電影的續集——愛你鍾情，並因此獲得艾美獎。
劇中特別表露出各個時期大眾的主流看法，並將這些看法融入女性所遭遇的困境。本片獲得令人驚豔的成功，成功主要來自國際發行時獲得的迴響，不久之後就發行了續集《愛你鍾情》，針對女同性戀在3個不同時期的境遇。
除了墮胎與其續集愛你鍾情使用三個時期的獨立小品做鋪陳，之後的《共同點（Common Ground）》（2000年）、《時時刻刻》（2002年）也使用了類似的手法。

## 劇情

### 1952年
一位住在芝加哥郊區的護士——克萊兒·唐納利（黛咪·摩爾飾），因為喪偶後精神沮喪，接受了妹夫的慰藉之後與妹夫（賈森·倫敦飾）發生了關係，為了不要傷及已故丈夫的家庭，克萊兒決定墮胎，然而，在當時墮胎是嚴重犯法的，所以一切只能偷偷的進行，在苦苦哀求之下，其中一位護士（希·龐德飾）給了克萊兒一個女性墮胎醫師的電話，只可惜克萊兒的錢不夠，最後請了一位器械衛生不佳的醫師幫她墮胎，最後失血過多，死於血泊之中。

### 1974年
一位已經上了年紀以及在自己夢想與小孩掙扎的母親——芭芭拉·巴羅斯（西西·史派克飾），與身為警察的先生（山德·貝克利飾）生了四個孩子了，雖然她已經回到大學繼續學習，但回家之後仍忙於協助家中的子女，更糟糕的是她發現自己又懷孕了，恰巧她也在大學做一個文獻研究，發現歷代女詩人無法在家庭與創作中兼顧，芭芭拉此時也處在這兩難的抉擇之中，丈夫傾向不要墮胎，把孩子生下來；女兒（海迪·布瑞斯飾）則支持媽媽墮胎，追求夢想，也避免自己沒有私立大學可念。但幾經思考後，芭芭拉決定將孩子生下來。

### 1996年
一位與教授（奎格·尼爾遜飾）發生關係後的女大學生——克麗絲汀·卡倫（安妮·海契飾），教授只給她一筆錢強迫她去墮胎，並打算從此斷絕聯絡。無奈之下，告知室友（潔達·蘋姬·史密斯飾）此事，不過她室友對墮胎這件是持反對意見，並提出許多道理；但克麗絲汀仍決定墮胎，在墮胎診所門口，遇到一些宗教人士，鼓勵她生下孩子並願意給予幫助，這時克麗絲汀才認真思考是否要將孩子生下。不久之後，克麗絲汀懇求室友陪她去墮胎診所，恰巧當天有診所外有大規模示威活動，她們穿過人牆，執行完墮胎手術，一切順利，不過就在此時，一位反墮胎的人持槍射殺了執行墮胎的女醫師（雪兒飾），克麗絲汀將倒在血泊中的女醫師抱住，並大喊「需要幫助」。

## 演員

### 1952年部分
- 黛咪·摩爾 - 克萊兒·唐納利
- 莎莉·奈特（Shirley Knight） - 瑪莉·唐納利
- 凱薩琳·基納（Catherine Keener） - 貝姬·唐納利
- 賈森·倫敦（Jason London） - 凱文·唐納利
- 希·龐德（CCH Pounder） - 珍妮·福特

### 1974年部分
- 海迪·布瑞斯 - 琳達·巴羅斯
- 西西·史派克 - 芭芭拉·巴羅斯
- 山德·貝克利 - 約翰·巴羅斯
- 珍娜·麥克（Janna Michaels） - 莎莉·巴羅斯
- 伊恩·鮑漢（Ian Bohen） - 史考特·巴羅斯
- 札克·埃金頓（Zack Eginton） - 勞恩·巴羅斯

### 1996年部分
- 安妮·海契 - 克麗絲汀·卡倫
- 雪兒 - 貝絲·湯普森醫師
- 潔達·蘋姬·史密斯 - 帕蒂
- 艾琳·布瑞南（Eileen Brennan） - 特希
- 琳賽·可羅斯（Lindsay Crouse） - 弗朗西斯·懷特
- 奎格·尼爾遜（Craig T. Nelson） - 吉姆·哈里斯
- 馬修·李拉德（Matthew Lillard） - 槍殺醫師

## 獲獎與提名
- 艾美獎
  - 傑出電視電影（提名）
  - 傑出短劇或特殊相片（提名）
  - 傑出短劇或特別髮型（提名）
- 金球獎
  - 最佳小電影電視（提名）
  - 最佳小電影電視女主角——黛咪·摩爾（提名）
  - 最佳小電影電視女配角——雪兒（提名）
- 有色人種促進協會形象獎
  - 傑出小電影電視女主角——潔達·蘋姬·史密斯（提名）
- 美國全國教育媒體網
  - 金蘋果獎 （獲獎）
- 金衛星獎
  - 最佳小電影電視（提名）
  - 最佳小電影電視女配角——雪兒（提名）
- 女性電影工作者之水晶露西獎
  - 2000年——墮胎與愛你鍾情
    - 藉由電影或電視節目增強婦女自身的看法，是一項卓越且創新的創造性工程[4]。

## 外部連結
- 互联网电影数据库（IMDb）上《墮胎》的资料（英文）
- AllMovie上《墮胎》的资料（英文）